# Joseph Guérin
Pour le zouave pontifical, voir Joseph-Louis Guérin.
Joseph Guérin (1775 - 1850) est un médecin et naturaliste vauclusien, ancien administrateur du Musée Calvet à Avignon.

## Biographie
Joseph Xavier Bénézet Guérin est né à Avignon le 21 août 1775 et décédé à Visan, dans le Vaucluse, le 18 avril 1850 . Il a été médecin et naturaliste. Sa thèse de médecine, à l'université de Montpellier, étudiait déjà le Vaucluse : « Fragments d'une topographie physique et médicale du département de Vaucluse ». Très liée à la vie culturelle avignonnaise, il a géré le Musée Calvet, de 1817 à 1823, en tant qu'administrateur, et de 1823 à 1838, en tant que conservateur. Il a été également membre de l'Académie de Vaucluse.

## Publications
- Discours sur l'histoire d'Avignon; suivi d'un aperçu sur l'état ancien et moderne de cette ville, et sur les monuments et les objets qui peuvent fixer l'attention des voyageurs, Avignon, 1807
- Description de la fontaine de Vaucluse, Avignon, 1813
- Vie d'Esprit Calvet, suivie d'une Notice sur ses ouvrages et sur les objets les plus curieux que renferme le muséum dont il est le fondateur, Avignon, 1825
- Mesures barométriques, suivies de Quelques observations d'histoire naturelle et de physique faites dans les Alpes françaises et d'un Précis de la météorologie d'Avignon, Avignon, 1829.
- Panorama d'Avignon, de Vaucluse, du Mont Ventoux et du Col Longet ; suivi de Quelques vues des Alpes françaises, Avignon, 1829
- Preuves de la vérité et de l'excellence du christianisme d'après les auteurs sacrés et profanes, Avignon, 1839
- Abrégé de l'histoire d'Avignon, Avignon, 1842